# Xã Sefton, Quận Fayette, Illinois
Xã Sefton (tiếng Anh: Sefton Township) là một xã thuộc quận Fayette, tiểu bang Illinois, Hoa Kỳ. Năm 2010, dân số của xã này là 599 người.